# Paralomis microps
Paralomis microps is een tienpotigensoort uit de familie van de Lithodidae. De wetenschappelijke naam van de soort is voor het eerst geldig gepubliceerd in 1884 door Filhol.